# Lubuk Pinang (plaats)
Lubuk Pinang is een bestuurslaag in het regentschap Muko-Muko van de provincie Bengkulu, Indonesië. Lubuk Pinang telt 3219 inwoners (volkstelling 2010).